# 村上英士朗
村上 英士朗（むらかみ えいしろう、1995年8月8日 - ）は、日本の重量挙げ選手。いちご株式会社ウエイトリフティング部所属。

## 経歴
愛称：タンク村上
富山県出身。身長178cm、体重135kg。
富山県立滑川高等学校卒業後日本大学文理学部、早稲田大学大学院スポーツ科学研究科に進学。
祖父は中部日本ボディビル協会や日本ボディビル・フィットネス連盟（JBBF）の役員を務めた村上満。
全日本選手権大会で2018年、2019年、2021年、2022年に4回優勝。スナッチ、ジャーク、トータルの中学・高校・大学・ジュニアを含むすべてのカテゴリーで日本記録を更新した。
- スナッチ：192 kg
- クリーン&ジャーク：235 kg（日本記録）
- トータル：425 kg（日本記録）
- スクワット：370 kg（自己ベスト）

2019年9月 世界選手権出場。
2019年12月 IWFワールドカップで優勝し、自身初の世界チャンピオンとなった。
パリオリンピックでは合計400kgを挙げ10位だった。
妻は高校時代の後輩で、元重量挙げ選手。

## 研究活動
2024年より早稲田大学大学院スポーツ科学研究科に進学し、岡田純一教授の指導下でスポーツ科学、バイオメカニクス研究を行っている。

## 受賞・表彰
- 2013年 – 富山県教育功労者（富山県教育委員会）[7]。
- 2013年 – 北日本新聞スポーツ選奨（北日本新聞社）[8]。
- 2018年 – 富山県功労賞（県による表彰）[9][10]。
- 2023年 – 日本ウエイトリフティング協会「優秀選手賞」[11]。
- 2024年 – 富山新聞スポーツ賞[12]。

## 競技成績
- 2010年 全国中学選手権大会 優勝
- 2011年 インターハイ 優勝
- 2011年 アジアユース選手権大会 4位
- 2012年 アジアユース選手権大会 2位
- 2013年 インターハイ 優勝
- 2013年 世界ジュニア選手権大会 10位
- 2014年 世界ジュニア選手権大会 4位
- 2014年 世界大学選手権大会 4位
- 2015年 世界ジュニア選手権大会 3位
- 2016年 アジア選手権大会 10位
- 2016年 世界大学選手権大会 4位
- 2017年 ユニバーシアード 10位
- 2019年 東京オリンピックプレ大会 2位
- 2019年 世界選手権大会 12位
- 2019年 IWFワールドカップ 優勝
- 2021年 アジア選手権大会 3位
- 2024年 パリオリンピック 10位